# Zima
Huyện Zima (tiếng Nga: Зима райо́н) là một huyện hành chính tự quản (raion), của Tỉnh Irkutsk, Nga. Huyện có diện tích 21 km², dân số thời điểm ngày 1 tháng 1 năm 2000 là 36300 người. Trung tâm của huyện đóng ở Zima.